# 三溴化铱
三溴化铱是铱的一种溴化物，化学式为IrBr3。

## 制备
三溴化铱可以由二溴化铱和溴反应而成。它的四水合物可以通过二氧化铱二水合物和氢溴酸反应而成。它也可以由铱和溴在 8 atm 和 570 °C 下直接反应而成。

## 性质
三溴化铱是一种深红棕色固体，难溶于水、酸和碱，加热分解成二溴化铱。它和二溴化锗在氢溴酸溶液中反应，形成含Ir-Ge键的化合物，向其中加入Cs+，可以分离出Cs3[Ir(GeBr3)nBr6−n]（n=1, 2, 3）。